# Aphyosemion raddai
Aphyosemion raddai är en fiskart som beskrevs av Scheel 1975. Arten är uppkallad efter den österrikiske ikyologen Alfred C. Radda och ingår i släktet Aphyosemion, och familjen Nothobranchiidae. Internationella naturvårdsunionen (IUCN) kategoriserar arten globalt som livskraftig. Inga underarter finns listade i Catalogue of Life.